# Halogy
Halogy là một thị trấn thuộc hạt Vas, Hungary. Thị trấn này có diện tích 7,05 km², dân số năm 2010 là 247 người, mật độ 35 người/km².